# قرار مجلس الأمن التابع للأمم المتحدة رقم 2401
قرار مجلس الأمن التابع للأمم المتحدة رقم 2401، المتخذ بالإجماع في 24 فبراير 2018. طالب القرار كل الأطراف بوقف الأعمال القتالية، بدون تأخير، والتواصل بشكل فوري لضمان التطبيق الكامل والشامل لهذا المطلب من قبل جميع الأطراف، لفرض هدنة إنسانية لمدة 30 يوما متتابعة على الأقل بكل أنحاء سوريا، من أجل السماح بتوصيل المساعدات والخدمات الإنسانية والإجلاء الطبي بشكل دائم وبدون عوائق، بما يتوافق مع القانون الدولي. ويؤكد القرار، أن وقف الأعمال القتالية لن يشمل العمليات العسكرية ضد تنظيم داعش، والقاعدة وجبهة النصرة، وكل الأفراد والجماعات والجهات المرتبطة بهم أو بالجماعات الإرهابية الأخرى.